# Glossadelphus guineensis
Glossadelphus guineensis là một loài Rêu trong họ Hypnaceae. Loài này được (Broth. & Paris) Crosby, B.H. Allen & Magill mô tả khoa học đầu tiên năm 1985.